# Stefan Schmidt (żołnierz)
Stefan Adam Schmidt (ur. 18 sierpnia 1901 w Tarnopolu, zm. 17 września 1942 w Wolsztynie) – porucznik Wojska Polskiego i Związku Walki Zbrojnej, kawaler Krzyża Srebrnego Orderu Wojennego Virtuti Militari.

## Życiorys
Syn Emila (doktora praw) i Zofii z domu Kraus. Absolwent gimnazjum w Krakowie, następnie studiował na Uniwersytecie Jagiellońskim i na Uniwersytecie Poznańskim (1921-1925), gdzie uzyskał tytuł magistra filozofii. Służbę wojskową odbył w Batalionie Szkolnym Piechoty O.K. VII w Śremie. Pracował jako nauczyciel w Środzie Wielkopolskiej i gimnazjum im. A. Mickiewicza w Poznaniu (1930-1939).
Mianowany na stopień podporucznika rezerwy w korpusie oficerów artylerii, ze starszeństwem z dnia 1 lipca 1925 i 114. lokatą. W roku 1934 jako podporucznik rezerwy artylerii zajmował w swoim korpusie osobowym 58. lokatę w starszeństwie. Znajdował się wówczas w ewidencji PKU Poznań Miasto i posiadał przydział mobilizacyjny do 25 pułku artylerii lekkiej z Kalisza. Do rangi porucznika artylerii awansowany ze starszeństwem z dnia 1 stycznia 1935 i 28. lokatą.
Wziął udział w kampanii wrześniowej w szeregach 14 pułku artylerii lekkiej. Walczył nad Bzurą, ranny, leczony w szpitalu w Modlinie. W październiku 1939 powrócił do Poznania i włączył się w działania konspiracyjne.
Jesienią 1939 był jednym z założycieli organizacji niepodległościowej „Ojczyzna”. Na początku następnego roku oddelegowany do Poznania w celu organizowania struktur Związku Walki Zbrojnej. Współtworzył pierwszą Komendę Okręgu Poznańskiego ZWZ. Od marca 1940 szef Wydziału I (Organizacyjnego) w Komendzie Okręgu Poznańskiego ZWZ i zastępca szefa sztabu tegoż Okręgu. Szkolił młodzież harcerską do służby wywiadowczej w ZWZ. Aresztowany 12 września 1941 i uwięziony w Forcie VII w Poznaniu. Przeszedł roczne śledztwo w trakcie którego był torturowany, po czym został wywieziony i rozstrzelany. Stefan Schmidt nie zdążył założyć rodziny.
Rozkazem Dowódcy Armii Krajowej z 1 lipca 1944 został pośmiertnie odznaczony Krzyżem Srebrnym Orderu Virtuti Militari - „za całokształt działalności i poświęcenie”.

## Odznaczenia
- Krzyż Srebrny Orderu Wojennego Virtuti Militari Nr 12810